# مغامرات بارسلي
مغامرات بارسلي (بالإنجليزية: The Adventures of Parsley) هو مسلسل تلفزيوني للأطفال، مكونٌ من 32 حلقة، بتقنية إيقاف الحركة، وهو من إنتاج فيلم فير. كان "مغامرات بارسلي" نتاجًا فرعيًا لمسلسل "الأعشاب". في المملكة المتحدة تم عرضه على بي بي سي ون في 1970، وفي الوطن العربي تم عرضه على قناة طيور الجنة الفضائية في 2008.

## وصلات خارجية
- مغامرات بارسلي على موقع IMDb (الإنجليزية)
- مغامرات بارسلي على موقع كينوبويسك (الروسية)